# Vairengte
Vairengte es un pueblo  situado en el distrito de Kolasib,  en el estado de Mizoram (India). Su población es de 10554 habitantes (2011). Se encuentra a 130 km de Aizawl, la capital del estado.

## Demografía
Según el censo de 2011 la población de Vairengte era de 10554 habitantes, de los cuales 5649 eran hombres y 4905 eran mujeres. Vairengte tiene una tasa media de alfabetización del 94,73%, superior a la media estatal del 91,33%: la alfabetización masculina es del 95,24%, y la alfabetización femenina del 94,14%.